# Осокіно (Гур'євський міський округ)
Осокіно (рос. Осокино) — селище Гур'євського міського округу, Калінінградської області Росії. Входить до складу Добринського сільського поселення.
Населення —  91 особа (2015 рік). 

## Населення
| 2002 | 2010 |
| ---- | ---- |
| 82   | ↗91  |